# Masdevallia striatella
Masdevallia striatella là một loài lan phân bố từ Costa Rica đến miền tây Panama.

## Hình ảnh

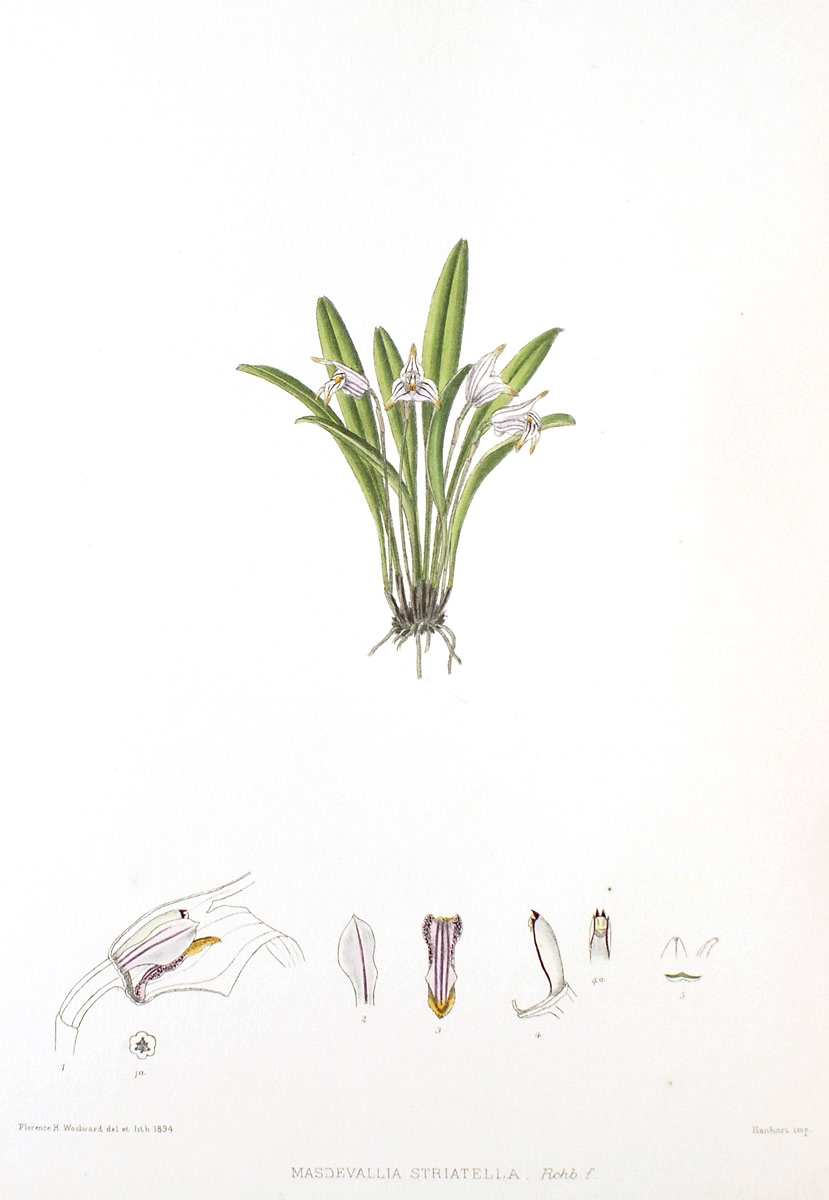